# 韩绍芳
韓紹芳（？—？），幽州安次縣人，辽国汉族官员。韓延徽的曾孫，韓德樞之孫。韓紹勛之弟，韓紹雍之兄。

## 经历
辽兴宗重熙年间，授参知政事，加兼侍中。後官涿州刺史，游经云居寺，清點房山石经。太平七年（1027年），辽圣宗应韩绍芳之请，赐钱命僧人可玄於房山石经补刻“大般若经”。當時遼朝廷準備進攻李元昊，韩绍芳力谏不听，出京任广德军节度使。得知辽军战败，吐血而死。